# 1771 Makover
1771 Makover este un asteroid din centura principală, descoperit pe 24 ianuarie 1968, de Liudmila Cernîh.